# Headspace
Headspace es una plataforma digital que provee sesiones de meditación guiada y entrenamiento mindfulness. Se puede acceder al contenido en línea o a través de la aplicación para móvil Headspace, usada por más de dos millones de personas, en 150 países.

## Historia
Headspace fue fundado en mayo del 2010, por Andy Puddicombe y Rich Pierson. Puddicombe es un exmonje budista y Pierson es un desarrollador creativo con experiencia en marketing y en crecimiento de nuevas marcas.
Originario de Bristol, Puddicombe dejó sus estudios universitarios, en Ciencias del deporte, a los 22 años y viajó a Asia para convertirse en un monje budista.  A lo largo de 10 años, su entrenamiento en meditación lo llevó a lugares como Nepal, India, Burma, Tailandia, Australia y Rusia – culminando con la ordenación en el Monasterio Tibetano en los Himalayas. Regresó al Reino Unido en 2004, con un solo propósito; hacer la meditación accesible, relevante y benéfica para el mayor número de personas posible.  
Mientras Puddicombe trabajaba como asesor en meditación en Londres, conoció a Rich Pierson, lo que llevó a la creación de Headspace: 
“Ambos pensamos cómo presentar la meditación de tal manera que nuestros amigos ingenuamente le den una oportunidad. Rich tiene tantas habilidades creativas, y yo la experiencia como monje. Creo que eso fue el impulso de Headspace, la unión de estos dos antecedentes”.
Headspace comenzó como una compañía de eventos, introduciendo la meditación y mindfulness a grandes grupos en Londres y en los alrededores. La demanda de los asistentes para compartir estas técnicas, hizo necesaria la creación de la aplicación Headspace, lanzada en el 2012. 
Headspace cuenta con alrededor de 30 empleados, trabajando la compañía HQ en los Ángeles, así como en las oficinas EMEA en Londres.

## Producto
Headspace provee recursos en línea de meditación guiada; accesible para usuarios a través de la página de Internet de la compañía y de la aplicación móvil para iPhone y Android. Los usuarios cuentan con diez días de contenido gratis, que al acabar, tienen la opción de suscribirse anual o mensualmente, o simplemente continuar con el contenido gratis.  
El programa Headspace ofrece 365 sesiones de contenido en audio, diseñadas para completarlas a lo largo del año. 
En junio del 2014, Headspace lanzó dos versiones de su plataforma. En los primeros 6 meses del lanzamiento, hubo el doble de usuarios registrados comparado con los registros de los dos años y medio pasados desde el inicio de la compañía, y se les brindó alrededor de 125 millones de minutos en prácticas de meditación. Una vez que el usuario complete la etapa fundamental en la aplicación, el contenido se agrupará en cuatro áreas; salud, desempeño, relaciones y Headspacepro.

## Usuarios
La aplicación cuenta con alrededor de 2 millones de usuarios, en más de 150 países. La aplicación cuenta con usuarios famosos, incluyendo a las actrices Gwyneth Paltrow y Emma Watson, el fundador de Twitter Evan Williams, el presentados de BBC radio Fearne Cotton, la fundadora del Huffington Post founder Arianna Huffington y el ganador de oro Olímpico Etienne Stott.

## Investigación
En estudios recientes, investigadores de UCL,  fundado por la Fundación Británica del Corazón, examinaron el impacto del mindfulness en el estrés del trabajo en dos grandes compañías, usando la aplicación Headspace. El estudió encontró un significativo aumento en el bienestar, reduciendo la ansiedad, presión arterial, problemas del sueño y síntomas de depresión.

Investigaciones sobre los beneficios del mindfulness han incrementado dramáticamente en los últimos años, ahora hay alrededor de 2000 estudios científicos relacionando el entrenamiento mindfulness con beneficios significativos. Estos estudios examinan todo, desde la reducción de los niveles de estrés, ansiedad y depresión para mejorar el sueño y los niveles de empatía. Se han examinado también los beneficios fisiológicos, como son el mejoramiento del sistema inmunológico, pérdida de peso y mejoramiento en el funcionamiento del corazón. Últimamente, estos estudios también estudian aspectos como la función cognitiva, como la atención, memoria y toma de decisiones. 
Aunque aún se requieren investigaciones más profundas, las pruebas hechas indican la eficacia de la meditación y del mindfulness.

## Publicaciones
El fundador de Headspace, Andy Puddicombe ha escrito dos libros; ‘Get Some Headspace’ and ‘The Headspace Diet’ - publicados por Hodder & Stoughton.
- Get Some Headspace (2011), introduce profundamente las técnicas de Headspace, en conjunto con las experiencias personales de Puddicombe.[28] Explica la ciencia detrás del mindfulness y los beneficios físicos y mentales; desde la productividad y la atención hasta la liberación del estrés y la ansiedad.
- The Headspace Diet (2013) enseña a los lectores como usar el mindfulness en vez de dietas de moda para alcanzar el peso ideal para cada persona. Descrito como un "anti libro de dietas", se enfoca en enseñar a los lectores a establecer una sana relación con la comida.[29]

## Televisión y Radio
Headspace ha aparecido en televisión del Reino Unido y de Estados Unidos, como por ejemplo en The Today Show, BBC Breakfast News, ABC News y en Dr. Oz. También en un documental científico de BBC, "Horizon", el cual prueba la eficacia del mindfulness usando la aplicación Headspace durante un periodo de 8 semanas. En un experimento de laboratorio, el presentador Dr. Michael Mosley, redujo su perspectiva negativa. También declaró que superó su problema con el insomnio que padecía desde hace diez años. 
Headspace aparece frecuentemente en BBC Radio, donde sirve como autoridad en la meditación y el mindfulness. También ha participado en NPR y en shows como el de Martha Stewart en Estados Unidos. Headspace firmó un contrato de tres series con Netflix.

## Charla TED
En noviembre del 2012, el fundador de Headspace dio una charla TED, titulada ‘Sólo Se Requieren 10 Minutos Mindfulness’, subrayando los beneficios que trae la práctica diaria del mindfulness. A la fecha tiene 4 millones de vistas, y fue una de las primeras charlas TED en estar en Netflix.

## Asociaciones benéficas
La visión de Headspace es "incremental la salud y la felicidad del mundo" y como parte de este compromiso, se han asociado con fundaciones y organizaciones benéficas alrededor del mundo. Estas asociaciones están enfocadas en su iniciativa Recibir Algo/Dar Algo. Por ejemplo, por cada suscripción adquirida, se dona una suspripción Headspace a alguien con necesidad, que no puede tener acceso al contenido. Esto se hace mediante el apoyo de las asociaciones benéficas.
Las asociaciones benéficas a veces dan el apoyo directamente, pero más a menudo, son las que proporcionan la información necesaria para identificar a los necesitados y también proveen el mecanismo para la distribución de suscripciones.

## Socios Comerciales
Contenido personalizado está disponible para todos pasajeros de la aerolínea Virgin Atlantic, mediante un canal Headspace dentro del contenido de entretenimiento durante el vuelo. 

Headspace también provee contenido personalizado para viajeros, de negocios o por ocio, en todos los hoteles Westin. La asociación global, en colaboración con Starwood Group, busca ayudar a los huéspedes a sentirse bien, antes, durante y después de su estancia. La alianza fue lanzada en marzo del 2014, y es un componente del movimiento Westin Wellbeing. 

Al inicio del 2013, Headspace lanzó la campaña ‘No Noise’ junto con la tienda departamental del Reino Unido, Selfridges. Esto incluía la creación de salas de silencio para meditar, dentro de las tiendas Selfridges, con el objetivo de que los clientes probaran Headspace.